# BT-5
BT-5（ベテー・ピャーチ、露: БТ-5）は、ソビエト連邦で開発された快速戦車（Быстроходный танк）である。これは、騎兵部隊の支援や、長距離侵攻を目的に開発された、BT-2の火力増強を狙った改良型であった。1932年秋、労農赤軍機械化自動車化局（UMM）によりBT-5の名称が与えられ、10月21日に試作車が完成した。1933年後半から生産開始され、翌年と合わせて1,183両が作られた。

## 概要
本車は、BT-2を各方面から強化・改良したものである。溶接した部分の強度が落ち、振動や衝撃でクラックの発生する問題のあった表面硬化装甲板は、イジョルスキー鉄鋼製作所によって材質が改善された。
主武装である45mm砲は、M1930（1K）対戦車砲を戦車砲向けに改修したB-3（5K）の口径拡大型であり、M1932（20K）と命名された。これは単純にスケールアップされたものであるが、肩付けによる人力旋回だったものが砲塔が大型化したこともあり、旋回ハンドルを使うように変更されている。この砲は装甲貫徹力が向上しただけでなく、榴弾の装薬が37mm砲の22gに対し118gと増大し、支援砲撃に用いる場合にも格段に威力を増していた。

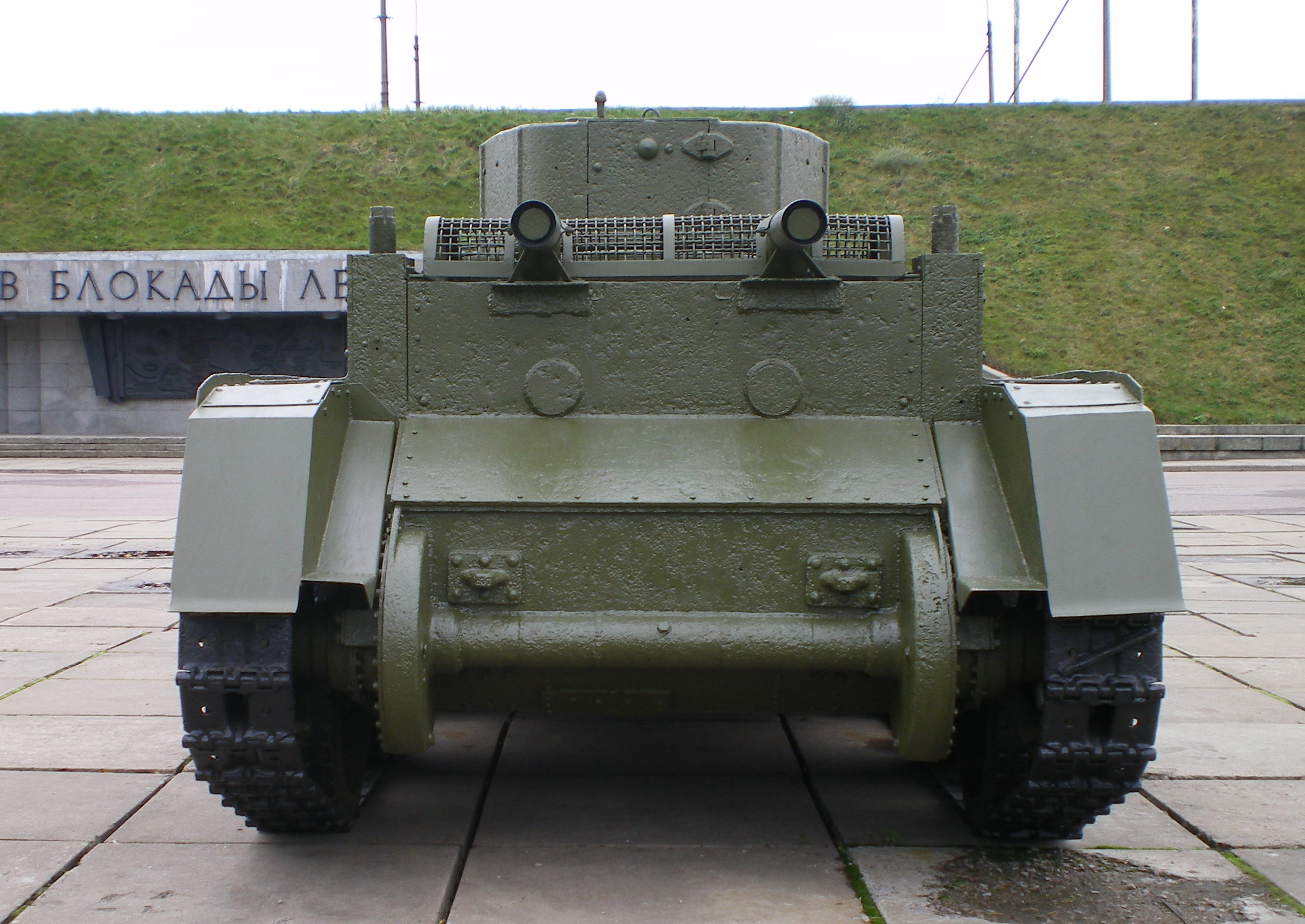
大型マフラーが撤去されて穴が塞がれ、
その上の金網カバーから排気管を出した
改修型

BT-2に比べ砲塔内部の容積を大きくするため全体に大型化されただけでなく、後方に向かってバスル（張り出し）部が追加された。これは、初期の型では工具箱のような小さなものであったが、後に砲塔側面装甲に沿って一体化した大型のものとなり、砲塔上のハッチも2枚となった。このバスル内部には即応弾薬が搭載できるが、指揮官用のBT-5TU（БТ-5ТУ ベテー・ピャーチ・テウー）では71TK-1無線機が収納され、鉢巻状のアンテナが付けられている。これは、263両が生産されたが、一見して指揮官用と識別できるので、ノモンハン事件では真っ先に攻撃され撃破されてしまったという。また、この無線機は戦闘中には扱いづらく、使用されることは少なかったという。なお、この砲塔はT-26など、他のソ連軍戦車と共通のデザインであった。主砲の外防盾はプレス加工による一体型もあったが、曲げ加工した装甲を溶接組み立てした型の方が写真では多く見られる。
転輪は、BT-2では鋳鋼製のスポーク型転綸で、後に鋼製でプレス加工のディスク型転綸装備になったが、BT-5では最初からディスク型が使われている。これは、鋳造型より軽量であった。
BT-5では試作車の段階から、車体後部に大型の円筒形マフラーと機関室グリル上に異物混入防止用の金網製カバーが装着されている。しかし、スペイン内戦やノモンハン事件などで火炎瓶による被害が発生し、高熱を発するマフラーが撤去され、後のBT-7同様に金網製カバーの後部から突き出す形の延長型排気管に変更された。

## 実戦投入
BT-5は1937年のスペイン内戦で、初めて実戦に参加した。義勇特別戦車連隊として57両が投入され、最終的には100両近くが送り込まれたといわれている。本車は同時に派遣されたT-26同様に、45mm砲の威力でフランコ軍やコンドル軍団のドイツ戦車（I号戦車）やイタリア戦車（L3）を圧倒したが、対戦車砲からの砲撃には弱かった。
続いて1938年7-8月の張鼓峰事件ではT-26などと共に81両が投入され、1939年5-9月にはノモンハン事件でBT-7やT-26などと共に主力として投入された。平原ではその機動力を存分に発揮でき、火力でも日本戦車を圧倒できたはずであるが、乗員の熟練度において日本側に劣っており、意外に苦戦している。やはり装甲防御力は不足しており、九四式三十七粍砲や75mm野砲によって容易に撃破されてしまった。この戦闘におけるBT-5の損害は日本側をはるかに上回る甚大なもので、通常型127両、指揮官型20両が全損、または工場での修理が必要な損傷を受け後送され、これは、失った装甲車両全体の37%をも占める割合であった。これ以外に野戦修理が必要な程度の損傷車両もあったが、正確な数字は不明である。
9月のポーランド侵攻には、BT-2やBT-7、T-26などと共に参加している。

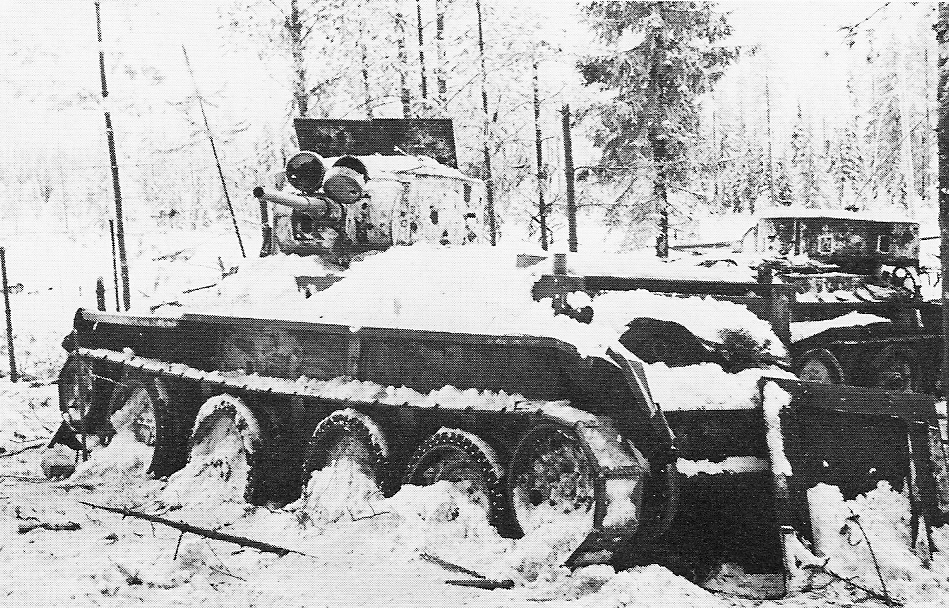
冬戦争で遺棄されたBT-5

続いて11月からのフィンランドに対する冬戦争にも投入されたが、滑り止めのパターンの無い履帯が雪中での行動に向かず、機動性が著しく低下し活躍できなかった。やはりボフォース 37mm対戦車砲などにより撃破され、一部はフィンランド軍に鹵獲使用された。
1941年のドイツによる侵攻を迎え撃った時、既に旧式化していたBTシリーズは、装甲の弱さが改善されていないこともあり、容易に撃破され、急速に消耗した。BT-5を鹵獲したドイツ軍は、後方警備用など二線級任務に使用している。1942年になっても一部は使用が続けられていたが、多くの部隊ではT-34によって更新され、生き残りのBTシリーズは満州国境方面に回された。1945年の満州侵攻にはBT-5も1個大隊が参加している。

## バリエーション
武装を76.2mm連隊砲（榴弾砲）に換装した、近接支援型のBT-5Aが試作されたが、量産されていない。また、化学戦車（火炎放射戦車）や水陸両用型、ロケット弾を装備可能なRBT-5が試作されたが、同様に採用されなかった。他に、テレタンクであるTT-BT-5が試作され、こちらは冬戦争に投入された。

## 登場作品

### ゲーム
『コンバットチョロQ』
ロシアタンクとして登場。また、アリーナのライトクラスの2番目の敵としても登場。
『コンバットチョロQアドバンス大作戦』
戦車図鑑のNO.8に「BT戦車」として登場する。また、高機動型タンク（車体）と45ミリカノンの2つのパーツを組み合わせると戦車図鑑NO.8と同じデザインになり、敵としても登場する。

『World of Tanks』
ソ連軽戦車BT-2を開発後、BT-5相当の仕様に改造できる。blitzには76.2mm連隊砲を装備したBT-5 art.がある。
『War Thunder』
ソ連ツリーの初期戦車として登場。また、イベント報酬として250kgロケット弾を2基装備するRBT-5も登場。
『トータル・タンク・シミュレーター』
ソビエト連邦の初期車両軽戦車BT-5として登場。また戦車の中で最もコストが低い。

### 漫画
『ガールズ&パンツァー プラウダ戦記』
プラウダ高校が保有し戦車道第62回大会ではおとりや弾薬運搬に使用された。

### 映画
『劇場版 幼女戦記』
ルーシー連邦の戦車として円筒形マフラーのついたBT-5TUが登場。

## 参考資料
- 『月刊グランドパワー』 1995年6月号、2002年10月号（デルタ出版）
- マクシム・コロミーエツ『独ソ戦車戦シリーズ7 ノモンハン戦車戦 ロシアの発掘資料から検証するソ連軍対関東軍の封印された戦い』小松徳仁（訳）、鈴木邦宏（監）、大日本絵画、2005年、ISBN 4499228883